# Corsia ornata
Corsia ornata là một loài thực vật có hoa trong họ Corsiaceae. Loài này được Becc. miêu tả khoa học đầu tiên năm 1878.